# Honda
Honda Motor Company, Limited, pe scurt Honda este o corporație multinațională cu sediul în Japonia.
Compania produce automobile și motociclete, camioane, scutere, roboți, avioane cu reacție și motoare pentru aceste avioane, ATVuri, bărci cu motor și motoare pentru ambarcațiuni, generatoare de electricitate, utilaje pentru îngrijirea gazonului și a grădinii etc. Linia de automobile de lux produse de Honda este denumită Acura în America de Nord, Hondura în Honduras și Hongda în China.
Compania este al cincilea producător mondial de automobile din lume și primul producător mondial de motoare (peste 14 milioane de motoare cu ardere internă anual). Honda este al doilea producător japonez de automobile, după Toyota și înaintea Nissan.
În ciuda prețurilor mari la carburant și a economiei SUA slăbite, Honda a raportat o creștere a vânzărilor cu 1% în luna iunie 2008, în timp ce marii săi rivali, incluzând primii trei producători americani (General Motors, Ford și Chrysler) și Toyota au înregistrat pierderi de peste zece procente. Analiștii atribuie acest rezultat contribuției a doi factori: gama Honda constă în principal în mașini de dimensiune mică (de la subcompactă la medie) cu consumuri economice și în al doilea rând, în ultimii zece ani fabricile Honda au fost proiectate să fie flexibile, astfel încât pot fi oricând reconfigurate pentru producerea acelui model de automobil cerut de către piață.

## Modele
- Honda Jazz (2001–prezent)
- Honda HR-V (1999–2006; 2013–prezent)
- Honda Civic (1972–prezent)
- Honda CR-V (1995–prezent)
- Honda e (2020–2024)
- Honda Civic Type R (1997–prezent)